# Galo Blanco
Pour les articles homonymes, voir Blanco.
Galo Blanco est un joueur de tennis espagnol né le 8 octobre 1976 à Oviedo. Doté d'un petit gabarit (1,73 m pour 65 kg) il s'est illustré essentiellement sur terre battue.
Il a atteint les quarts de finale à Roland-Garros en 1997 et a remporté 1 titre sur le circuit mondial à Saint-Marin en 1999. Il a également disputé une finale à Acapulco en 2001, année où il a obtenu son meilleur classement (33e).
Il a mis un terme à sa carrière en 2006.
De 2010 à mai 2012, il a été l'entraîneur de Milos Raonic.
- Internationaux de France: Quart de finale en 1997: huitième de finale en 2001 avec une victoire notamment sur Pete Sampras.

## Palmarès

### Titre en simple messieurs
| No | Date       | Nom et lieu du tournoi                        | Catégorie   | Dotation  | Surface      | Finaliste     | Score         |          |
| -- | ---------- | --------------------------------------------- | ----------- | --------- | ------------ | ------------- | ------------- | -------- |
| 1  | 09-08-1999 | Tournoi de tennis de Saint-Marin, Saint-Marin | Int' Series | 275 000 $ | Terre (ext.) | Albert Portas | 4-6, 6-4, 6-3 | Parcours |

### Finale en simple messieurs
| No | Date       | Nom et lieu du tournoi            | Catégorie   | Dotation  | Surface      | Vainqueur       | Score    |          |
| -- | ---------- | --------------------------------- | ----------- | --------- | ------------ | --------------- | -------- | -------- |
| 1  | 26-02-2001 | Abierto Mexicano Pegaso, Acapulco | Series Gold | 700 000 $ | Terre (ext.) | Gustavo Kuerten | 6-4, 6-2 | Parcours |

## Résultats en Grand Chelem

### En simple
| Année | Open d'Australie | Open d'Australie   | Roland-Garros   | Roland-Garros       | Wimbledon | Wimbledon       | US Open  | US Open           |
| ----- | ---------------- | ------------------ | --------------- | ------------------- | --------- | --------------- | -------- | ----------------- |
| 1996  | -                | -                  | 1er tour        | Ievgueni Kafelnikov | -         | -               | 1er tour | Scott Draper      |
| 1997  | 1er tour         | Stéphane Simian    | Quart de Finale | Patrick Rafter      | -         | -               | 1er tour | Paul Haarhuis     |
| 1998  | 1er tour         | Jason Stoltenberg  | 1er tour        | Jason Stoltenberg   | 1er tour  | Todd Woodbridge | 1er tour | Guillermo Cañas   |
| 1999  | 1er tour         | Petr Korda         | 1er tour        | Gustavo Kuerten     | 2e tour   | Danny Sapsford  | 2e tour  | Laurence Tieleman |
| 2000  | 1er tour         | Sjeng Schalken     | 1er tour        | Stefan Koubek       | 1er tour  | Marat Safin     | 2e tour  | Thomas Johansson  |
| 2001  | 1er tour         | Marat Safin        | 4e tour         | Sébastien Grosjean  | 1er tour  | Daniel Nestor   | 1er tour | Arnaud Clément    |
| 2002  | 1er tour         | Mark Philippoussis | 1er tour        | Tim Henman          | 1er tour  | Xavier Malisse  | -        | -                 |
| 2003  | -                | -                  | 3e tour         | Flavio Saretta      | -         | -               | -        | -                 |
| 2004  | 2e tour          | Jürgen Melzer      | 3e tour         | Tim Henman          | 1er tour  | Thomas Enqvist  | -        | -                 |

À droite du résultat, l'ultime adversaire.

### En double
| Année | Open d'Australie      | Open d'Australie             | Roland-Garros | Roland-Garros | Wimbledon | Wimbledon | US Open | US Open |
| 2004  | 1er tour Albert Costa | Alberto Martín Albert Portas | -             | -             | -         | -         | -       | -       |

Sous le résultat, le partenaire ; à droite, l'ultime équipe adverse.